# Fehérarcú pintypacsirta
A fehérarcú pintypacsirta (Eremopterix leucopareia) a madarak (Aves) osztályába verébalakúak (Passeriformes) rendjébe, ezen belül a pacsirtafélék (Alaudidae) családjába tartozó faj.

## Rendszerezése
A fajt Gustav Fischer és Anton Reichenow írták le 1884-ben, a Coraphites nembe Coraphites leucopareia néven.

## Előfordulása
Afrika keleti részén, Burundi, Kenya, a Kongói Demokratikus Köztársaság, Malawi, Mozambik, Ruanda, Tanzánia és Zambia területén honos. 
Természetes élőhelyei a szubtrópusi és trópusi füves puszták és szántóföldek.

## Megjelenése
Testhossza 12 centiméter.
|  |  |

## Életmódja
Többnyire fűmagokkal táplálkozik, de rovarokat is fogyaszt. Monogám, februártól augusztusig költ.

## Természetvédelmi helyzete
Az elterjedési területe nagyon nagy, egyedszáma viszont ismeretlen. A Természetvédelmi Világszövetség Vörös listáján nem fenyegetett fajként szerepel.